# دیوید فوگ
دیوید فوگ (انگلیسی: David Fogg؛ زادهٔ ۲۸ مهٔ ۱۹۵۱) بازیکن فوتبال اهل بریتانیا است.
از باشگاه‌هایی که در آن بازی کرده‌است می‌توان به باشگاه فوتبال آکسفورد یونایتد و باشگاه فوتبال ورکسام اشاره کرد.